# Битва за Сайгон (1968)
Битва за Сайгон — сражение, произошедшее в 1968 году во время Тетского наступления в ходе Вьетнамской войны. Атака была скоординирована коммунистическими силами, включая северовьетнамскую армию и Вьетконг, на столицу Южного Вьетнама — Сайгон.

## Планирование
В конце января 1968 года Вьетконг начал Тетское наступление, атакуя позиции США и Южного Вьетнама.
Сайгон был главным объектом наступления, но полный захват столицы не планировался и не был возможен. У Вьетконга было шесть основных целей в городе, которые должны были атаковать и захватить 35 батальонов: комплекс объединённого генерального штаба армии Республики Вьетнам возле международного аэропорта Таншоннят, дворец независимости, посольство США, авиабаза Таншоннят, штаб военно-морского флота в Лонгбине и национальная радиостанция. Поскольку, в этом время был Тет, звук взрыва петард маскировал звук выстрелов, что придавало атакам Вьетконга элемент неожиданности.

## Битва

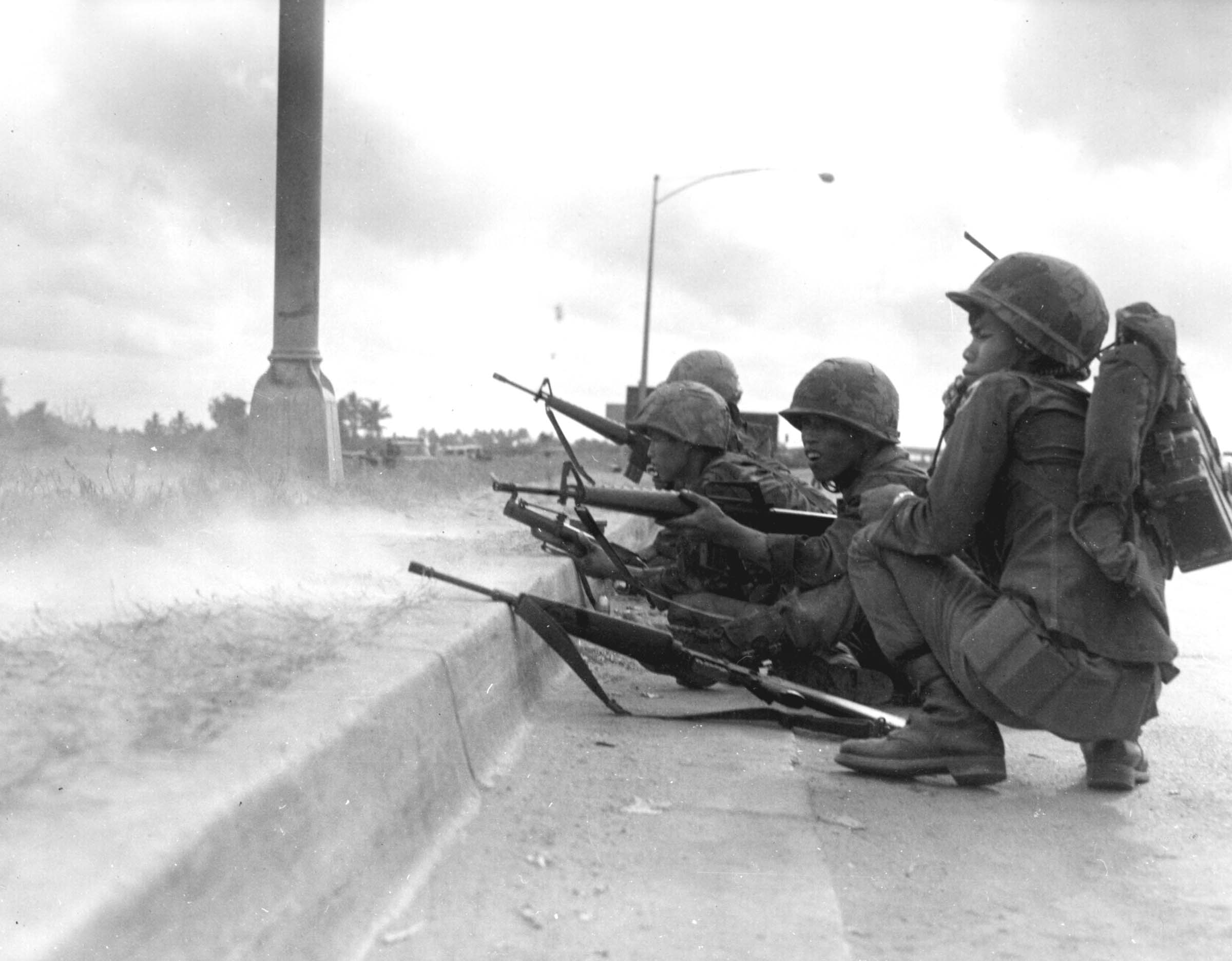
Вьетнамские рейнджеры защищают Сайгон

Вьетконг задействовал 35 батальонов в Сайгоне. Сапёрные батальоны и повстанческие силы атаковали президентский дворец, национальную радиостанцию, посольство США и другие важные объекты. Попытки захватить стратегические объекты потерпели провал, в частности, при нападении на посольство США вьетконговцы не смогли попасть внутрь здания посольства и все нападавшие были убиты или взяты в плен.
5-я дивизия Вьетконга нанесла удары по военным базам в Лонгбине и авиабазе Бьен Хоа. Северовьетнамская 7-я дивизия начала атаку на 1-ю пехотную дивизию США и 5-ю дивизию армии Южного Вьетнама у Лайкхе, при этом понеся такие потери, что оправилась от них только к августу. 9-я дивизия Вьетконга атаковала базу 25-й пехотной дивизии США в базовом лагере Кути.

## Фотография Эдди Адамса
Боевые действия в Сайгоне привели к созданию одного из самых известных снимков войны во Вьетнаме, сделанного фотографом Эдди Адамсом, где запечатлена бессудная казнь партизана Вьетконга 1 февраля 1968 года. Нгуен Ван Лем был схвачен южновьетнамской национальной полицией, которая опознала его как капитана взвода убийц и мстителей и обвинила его в убийстве семей полицейских. Его доставили к бригадному генералу Нгуен Нгок Лоану, начальнику национальной полиции, который кратко допросил его. Затем Лоан выхватил пистолет и застрелил заключенного. Мотивы генерала могли быть личными: подчиненный сказал ему, что подозреваемый убил шестерых его крестников и майора полиции, который был адъютантом Лоана и одним из его ближайших друзей, включая семью майора.
При выстреле присутствовали Адамс и съемочная группа телеканала NBC. Фотография появилась на обложках по всему миру и получила Пулитцеровскую премию за новостную фотографию, награду World Press Photo, а также семь других наград. Фильм NBC был показан в «Отчёте Хантли-Бринкли» и в других телепередачах, в некоторых случаях немой фильм был украшен звуковым эффектом выстрела. Позже, генерал Уэстморленд писал: «Эта фотография и фильм потрясли мир, это был единичный случай жестокости в широко жестокой войне, но, тем не менее, это психологический удар по южным вьетнамцам».

## Итоги
К началу февраля, коммунистическое высшее командование осознало, что ни одна из их военных целей не достигается, и прекратило дальнейшие атаки на укрепленные позиции. Отдельные бои продолжались в Сайгоне до 8 марта. Некоторые участки города сильно пострадали в результате боевых действий и, в частности, ответных авиационных и артиллерийских ударов США. Особенно пострадал китайский район Тёлон, где в результате американских контратак были убиты, возможно, сотни мирных жителей.
Военный историк Рональд Спектор пишет: «С января по июль 1968 года общее количество погибших в бою во Вьетнаме, должно быть, достигло рекордно высокого уровня и превысило уровень Корейской войны, Средиземноморского и Тихоокеанского театров военных действий во время Второй мировой войны. Это была действительно самая кровавая фаза войны во Вьетнаме, а также самая запущенная».
Вьетконг атаковали цели в Сайгоне и его окрестностях во время майского наступления с 5 по 30 мая 1968 года.